# (3790) Raywilson
(3790) Raywilson es un asteroide perteneciente al cinturón de asteroides, descubierto el 26 de octubre de 1937 por Karl Wilhelm Reinmuth desde el Observatorio de Heidelberg-Königstuhl, Alemania.

## Designación y nombre
Designado provisionalmente como 1937 UE. Fue nombrado Raywilson en honor al óptico británico Raymond N. Wilson.